# Кашина Маријане Гранди (Бергамо)
Кашина Маријане Гранди је насеље у Италији у округу Бергамо, региону Ломбардија.
Према процени из 2011. у насељу је живело 95 становника. Насеље се налази на надморској висини од 121 м.